# Lingpa
Lingpa (tib.: gling pa) ist ein tibetischer Titel für einen Tertön. Bekannte Lingpas sind:
- Choggyur Lingpa (1829–1870), tibetischer Tertön
- Düdjom Lingpa (1835–1904), tibetischer Tertön
- Pema Lingpa (1450–1521), unmittelbare Inkarnation des herausragenden Gelehrten Longchen Rabjam der Nyingma Linie des tibetischen Buddhismus
- Pema Tennyi Yungdrung Lingpa (1813–1899), Tertön und Rime-Meister, auch unter dem Namen Jamgön Kongtrül Lodrö Thaye bekannt
- Zilnon Lingpa (1922–2002), auch unter dem Namen Chhimed Rigdzin bekannt